# Stanford on Teme
Pour les articles homonymes, voir Stanford.
Stanford on Teme est un village du Worcestershire, en Angleterre, situé dans le district de Malvern Hills.
Avec le village voisin d'Orleton, il constitue la paroisse civile de Stanford with Orleton.